# ブチン
ブチン(Butin)は、フラバノンの1種である。ベルノニア・アンテリミンティカ(Vernonia anthelmintica)の種子やニオイシタン(Dalbergia odorifera)の木で見られる。

## 配糖体
ブチン 7-O-β-D-グルコピラノシドは、タウコギで見られる。